# Rudgea blanchetiana
Rudgea blanchetiana är en måreväxtart som beskrevs av Johannes Müller Argoviensis. Rudgea blanchetiana ingår i släktet Rudgea och familjen måreväxter. Inga underarter finns listade i Catalogue of Life.